# Hocharn
 El Hocharn (3254 m) es la montaña más alta del Grupo Goldberg en la cordillera High Tauern de los Alpes orientales. Se encuentra cerca de la ciudad de Bad Hofgastein y se encuentra en el estado austríaco de Salzburgo.
La montaña tiene glaciares en sus lados este, oeste y norte. Las subidas suelen comenzar desde el valle de Rauris. Aunque es una subida exigente con unos 1.700 m de ascenso, la subida no es técnica. Otra ruta comienza en Heiligenblut.